# Tropicale Amissa Bongo 2017
La 12ª edición de la Tropicale Amissa Bongo se disputó del 27 de febrero al 5 de enero del 2017 en Gabón.
La carrera formó parte del UCI Africa Tour, dentro de la categoría 2.1.

## Equipos participantes
Tomaron parte en la carrera 15 equipos: 2 de categoría Profesional Continental; 3 de categoría Continental y 10 selecciones nacionales.
| Equipos continentales profesionales (2)- Delko Marseille Provence KTM - Direct Énergie Equipos continentales (3)- Interpro Academy - Minsk Cycling Club - Bike Aid Equipos nacionales (10)- Argelia - Eritrea - Burkina Faso - Camerún - Costa de Marfil - Etiopía - Gabón - Marruecos - Ruanda - Senegal |
| |

## Etapas
| Etapa     | Fecha     | Recorrido                  | type            | Distancia (km) | Ganador            | Líder             |
| --------- | --------- | -------------------------- | --------------- | -------------- | ------------------ | ----------------- |
| 1.ª etapa | 27 de feb | Moanda – Akiéni            | etapa escarpada | 147            | Mikel Aristi       | Mikel Aristi      |
| 2.ª etapa | 28 de feb | Léconi – Franceville       | etapa escarpada | 98             | Tony Hurel         | Mikel Aristi      |
| 3.ª etapa | 1 de mar  | Mounana – Koulamoutou      | etapa escarpada | 157            | Stanislau Bazhkou  | Stanislau Bazhkou |
| 4.ª etapa | 2 de mar  | Fougamou – Lambaréné       | etapa llana     | 110            | Etapa Cancelada    | Stanislau Bazhkou |
| 5.ª etapa | 3 de mar  | Lambaréné – Kango          | etapa llana     | 140            | Yohann Gène        | Yohann Gène       |
| 6.ª etapa | 4 de mar  | Cabo Esterias – Libreville | etapa escarpada | 132,6          | Oleksandr Golovash | Yohann Gène       |
| 7.ª etapa | 5 de mar  | Owendo – Libreville        | etapa llana     | 137,5          | Meron Abraham      | Yohann Gène       |

Nota: La cuarta etapa fue cancelada debido a problemas surgidos durante el traslado del pelotón a la ciudad de salida.

## Clasificaciones finales
Las clasificaciones finalizaron de la siguiente forma:

### Clasificación general
| \| Clasificación general \| Clasificación general \| Clasificación general \| Clasificación general \| Clasificación general \| \| Ciclista \| Ciclista \| Equipo \| Tiempo \| \| \| --------------------- \| ----------------------- \| --------------------- \| --------------------- \| --------------------- \| \| 1.º \| Yohann Gène \| Direct Énergie \| 19 h 41 min 21 s \| \| \| 2.º \| Tesfom Okubamariam \| Interpro Academy \| + 16 s \| \| \| 3.º \| Nikodemus Holler \| Bike Aid \| + 16 s \| \| \| 4.º \| Salaheddine Mraouni \| Marruecos \| + 16 s \| \| \| 5.º \| Soufiane Sahbaoui \| Marruecos \| + 17 s \| \| \| 6.º \| Bonaventure Uwizeyimana \| Ruanda \| + 17 s \| \| \| 7.º \| Meron Teshome \| Bike Aid \| + 22 s \| \| \| 8.º \| Awet Habtom \| Eritrea \| + 30 s \| \| \| 9.º \| Issiaka Cissé \| Costa de Marfil \| + 33 s \| \| \| 10.º \| Alexandre Pichot \| Direct Énergie \| + 49 s \| \| |                         |                  |                  |
| |                         |                  |                  |
| Fuente: ProCyclingStats |                         |                  |                  |
| Clasificación general |                         |                  |                  |
| Ciclista | Ciclista                | Equipo           | Tiempo           |
| 1.º | Yohann Gène             | Direct Énergie   | 19 h 41 min 21 s |
| 2.º | Tesfom Okubamariam      | Interpro Academy | + 16 s           |
| 3.º | Nikodemus Holler        | Bike Aid         | + 16 s           |
| 4.º | Salaheddine Mraouni     | Marruecos        | + 16 s           |
| 5.º | Soufiane Sahbaoui       | Marruecos        | + 17 s           |
| 6.º | Bonaventure Uwizeyimana | Ruanda           | + 17 s           |
| 7.º | Meron Teshome           | Bike Aid         | + 22 s           |
| 8.º | Awet Habtom             | Eritrea          | + 30 s           |
| 9.º | Issiaka Cissé           | Costa de Marfil  | + 33 s           |
| 10.º | Alexandre Pichot        | Direct Énergie   | + 49 s           |

### Clasificación por puntos
| Clasificación por puntos | Clasificación por puntos | Clasificación por puntos     | Clasificación por puntos | Clasificación por puntos |
| Ciclista                 | Ciclista                 | Equipo                       | Puntos                   |                          |
| ------------------------ | ------------------------ | ---------------------------- | ------------------------ | ------------------------ |
| 1.º                      | Stanislau Bazhkou        | Minsk Cycling Club           | 118 pts                  |                          |
| 2.º                      | Mikel Aristi             | Delko-Marseille Provence-KTM | 101 pts                  |                          |
| 3.º                      | Siarhei Papok            | Minsk Cycling Club           | 91 pts                   |                          |

### Clasificación de la montaña
| Clasificación de la montaña | Clasificación de la montaña | Clasificación de la montaña | Clasificación de la montaña | Clasificación de la montaña |
| Ciclista                    | Ciclista                    | Equipo                      | Puntos                      |                             |
| --------------------------- | --------------------------- | --------------------------- | --------------------------- | --------------------------- |
| 1.º                         | Awet Habtom                 | Eritrea                     | 33 pts                      |                             |
| 2.º                         | Zemenfes Solomon            | Eritrea                     | 26 pts                      |                             |
| 3.º                         | Azzedine Lagab              | Argelia                     | 15 pts                      |                             |

### Clasificación de las metas volantes
| Clasificación de las metas volantes | Clasificación de las metas volantes | Clasificación de las metas volantes | Clasificación de las metas volantes | Clasificación de las metas volantes |
| Ciclista                            | Ciclista                            | Equipo                              | Puntos                              |                                     |
| ----------------------------------- | ----------------------------------- | ----------------------------------- | ----------------------------------- | ----------------------------------- |
| 1.º                                 | Essaïd Abelouache                   | Marruecos                           | 10 pts                              |                                     |
| 2.º                                 | Meron Teshome                       | Bike Aid                            | 9 pts                               |                                     |
| 3.º                                 | Eduard Vorganov                     | Minsk Cycling Club                  | 9 pts                               |                                     |

### Clasificación de los jóvenes
| Clasificación del mejor joven | Clasificación del mejor joven | Clasificación del mejor joven | Clasificación del mejor joven | Clasificación del mejor joven |
| Ciclista                      | Ciclista                      | Equipo                        | Tiempo                        |                               |
| ----------------------------- | ----------------------------- | ----------------------------- | ----------------------------- | ----------------------------- |
| 1.º                           | Soufiane Sahbaoui             | VIB Bikes                     | 19 h 41 min 38 s              |                               |
| 2.º                           | Awet Habtom                   | Marruecos                     | + 13 s                        |                               |
| 3.º                           | Zemenfes Solomon              | Eritrea                       | + 8 min 17 s                  |                               |

### Clasificación por equipos
| Clasificación por equipos | Clasificación por equipos | Clasificación por equipos | Clasificación por equipos |
| Equipo                    | Equipo                    | Tiempo                    |                           |
| ------------------------- | ------------------------- | ------------------------- | ------------------------- |
| 1.º                       | Marruecos                 | 59 h 05 min 00 s          |                           |
| 2.º                       | Bike Aid                  | + 9 min 05 s              |                           |
| 3.º                       | Direct Énergie            | + 9 min 18 s              |                           |